# Spoorlijn Abelitz - Aurich
De spoorlijn Abelitz - Aurich, tot 1993 onder beheer van DB Netze als spoorlijn 1573, is een Duitse spoorlijn in Oost-Friesland in de deelstaat Nedersaksen. De lijn loopt tussen het dorp Abelitz, behorende tot Ortsteil Uthwerdum in de gemeente Südbrookmerland, en de stad Aurich.

## Geschiedenis
De Ostfriesische Küstenbahn opende op 15 juni 1883 het traject van Georgsheil naar Aurich als zijlijn van de spoorlijn Emden - Jever. Beide lijnen werden langs de bestaande verkeersweg aangelegd. In 1903 werd begonnen met de bouw van een westelijker gelegen traject tussen Emden-Harsweg en Norden, dat in 1906 in gebruik werd genomen. De aansluiting naar Aurich werd toen verplaatst van Georgsheil naar Abelitz.
Het personenvervoer (Emden) - Abelitz - Aurich, dat al in 1961 tot een minimum was teruggebracht, werd in 1967 stilgelegd en het goederenvervoer in 1993. De baan werd echter niet opgebroken. Vanaf november 2006 zijn delen van de spoorlijn gemoderniseerd in opdracht van de Eisenbahngesellschaft Aurich-Emden (EAE), een speciaal hiervoor opgerichte dochteronderneming van de windturbinebouwer Enercon. In april 2008 werd het spoor opnieuw als goederenspoorlijn in gebruik genomen. De mogelijkheden voor een verlenging naar Wittmund, om zo via de spoorlijn Sande - Jever een goederenverbinding Emden - Aurich - Wilhelmshaven tot stand te brengen, zijn in onderzoek.
In 2017 is besloten de spoorlijn niet te heropenen voor reizigersvervoer. De spoorlijn loopt anno 2019 van Abelitz langs het grote bedrijventerrein Georgsheil (behorende tot Ortsteil Uthwerdum in de gemeente Südbrookmerland) langs Moordorf en buigt bij Walle, gem. Aurich noordwaarts van de oude lijn af, loopt door Sandhorst en langs het goederenstation van de Enercon-fabriek bij Sandhorst. Twee kilometer verder noordoostwaarts, in een bos bij Dietrichsfeld, loopt de spoorlijn dood.
De oude spoorlijn van Walle naar het centrum van Aurich is opgebroken. Het voormalige station in die stad is als muziekschool in gebruik.